# Dan Benishek

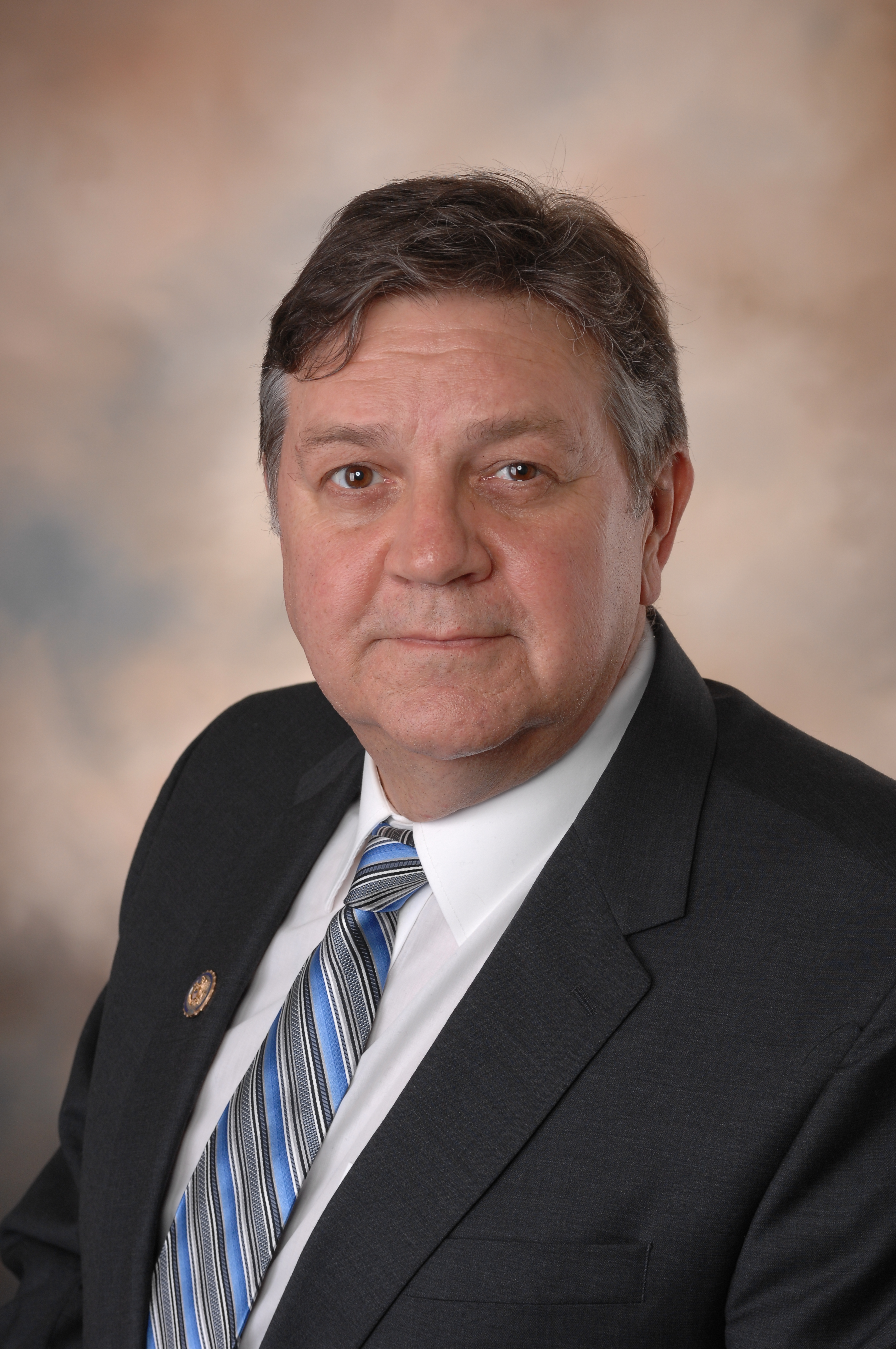
Dan Benishek (2011)

Daniel Joseph „Dan“ Benishek (* 20. April 1952 in Iron River, Michigan; † 15. Oktober 2021 in Crystal Falls, Michigan) war ein US-amerikanischer Politiker der Republikanischen Partei. Zwischen 2011 und 2017 vertrat er den Bundesstaat Michigan im US-Repräsentantenhaus.

## Werdegang
Dan Benishek besuchte bis 1970 die West Iron County High School. Danach studierte er bis 1978 an der University of Michigan in Ann Arbor Medizin und Biologie. In den folgenden Jahren arbeitete er als Mediziner.
Politisch schloss sich Benishek der Republikanischen Partei an. Bei den Kongresswahlen des Jahres 2010 wurde er als deren Kandidat im ersten Wahlbezirk von Michigan in das US-Repräsentantenhaus in Washington, D.C. gewählt, wo er am 3. Januar 2011 die Nachfolge von Bart Stupak antrat. Er hatte sich in der Primary seiner Partei mit äußerst knappem Vorsprung gegen Staatssenator Jason Allen durchgesetzt und gewann dann die eigentliche Wahl gegen den Demokraten Gary McDowell. Dieser Wahlausgang lag im Bundestrend zu Gunsten der Republikanischen Partei. Er wurde in den Jahren 2012 und 2014 jeweils wiedergewählt. Im Jahr 2016 verzichtete er auf eine erneute Kandidatur. Mit Ablauf der Legislaturperiode am 3. Januar 2017 endete seine Kongresszugehörigkeit. Benishek war Mitglied im Ausschuss für Bodenschätze und im Veteranenausschuss. Er galt als eher konservativ und vertrat im Wesentlichen die Positionen seiner Partei.
Dan Benishek hatte mit seiner Frau Judith fünf Kinder und lebte privat im Iron County.